# California Polytechnic State University

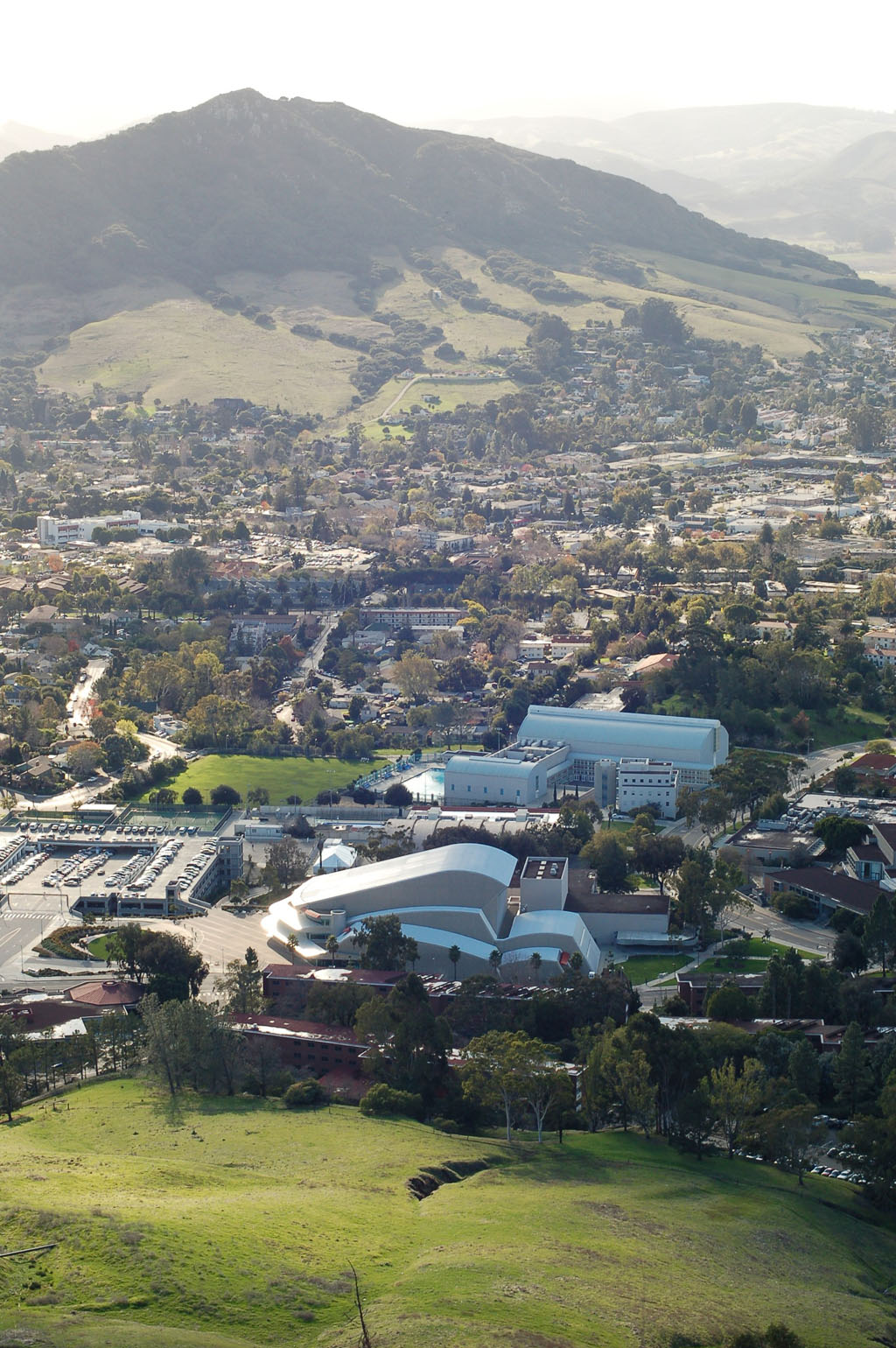
Das südliche Ende des Campus

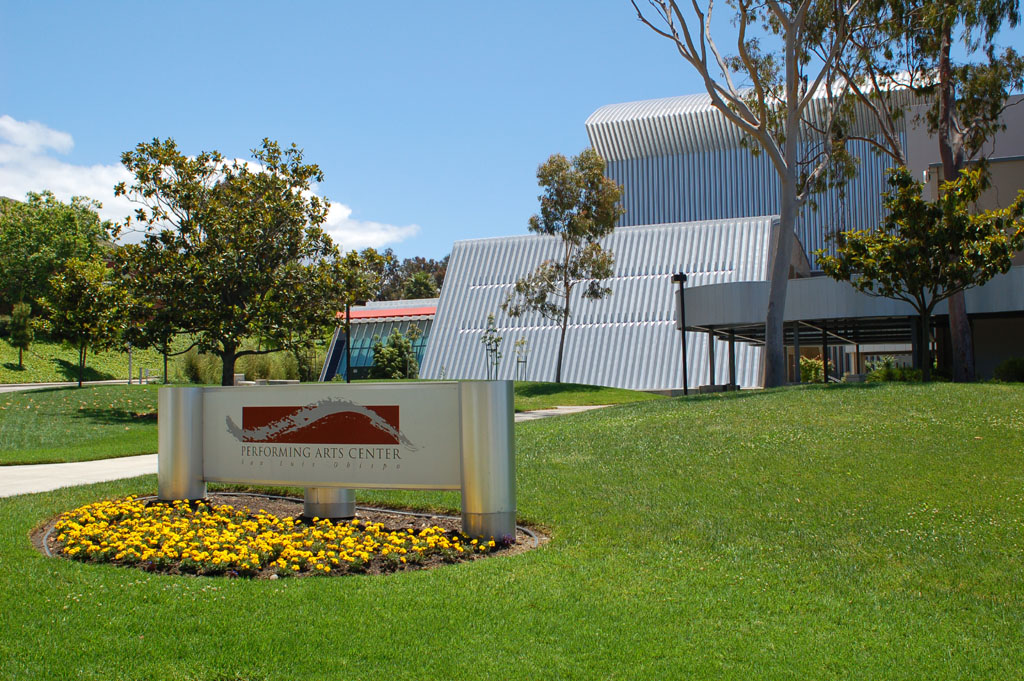
Cal Poly Performing Arts Center

California Polytechnic State University (häufig Cal Poly genannt) ist eine öffentliche Universität in San Luis Obispo, Kalifornien. Sie wurde am 8. März 1901 gegründet. Die Cal Poly gehört zum kalifornischen Universitätssystem der California State University und genießt insbesondere in Architektur, Agrar- und Ingenieurwissenschaften ein hohes Ansehen in den USA. Derzeit sind hier 18.475 Studenten eingeschrieben.
Zu statistischen Zwecken wurde die Universität als census-designated place (CDP) mit 8583 Einwohnern (Stand: 2020) erfasst.

## Studienangebot
Das Studienangebot umfasst vor allem:
- Agrarwissenschaft (College of Agriculture, Food and Environmental Sciences)
- Architektur (College of Architecture and Environmental Design)
- Betriebswirtschaft (Orfalea College of Business)
- Erziehungswissenschaft (Cotchett School of Education)
- Ingenieurwissenschaften (College of Engineering)
- Geisteswissenschaften, Sozialwissenschaften, Allgemeinwissen (College of Liberal Arts)
- Naturwissenschaften und Mathematik (College of Science and Mathematics)

Die Universität unterhält mit der Hochschule München ein Austauschprogramm.

## Sport
Die Sportteams der Cal Poly werden die Mustangs genannt. Die Hochschule ist Mitglied in der Big West Conference.

## Berühmte Absolventen
- John Madden - American-Football-Spieler und -Trainer, Sportmoderator
- Abel Maldonado – Politiker, ehemaliger Vizegouverneur von Kalifornien
- Brian Nosek – Sozialpsychologe
- Burt Rutan – Luft- und Raumfahrtingenieur
- Weird Al Yankovic – Musiker und Parodist